# Архбарит
Архбарит — мінерал, арсенат міді і магнію з хімічною формулою Cu2Mg(AsO4)(OH)3. Назва походить від типової місцевості — копальні Архбар у провінції Уарзазат у Драа — Тафілалет, Марокко.
Архбарит утворює лише мікроскопічно малі, від загострених до таблитчастих, кристали довжиною до 10 мкм і шириною до 2 мкм, які зазвичай об'єднані в сферолітичні (кулясті) або дископодібні мінеральні агрегати діаметром до 0,5 мм. Напівпрозорі кристали мають темно-синій колір і скляний блиск на поверхні. На відміну від них, колір риси мінералу радше небесно-блакитний.
Архбарит утворюється в зоні окислення родовищ поліметалевих руд. До супутніх мінералів належать барит, брошантит, хризокола, доломіт, еритрин, гуанакоїт, гематит, йодаргірит, коніхальцит, льолінгіт, макгіннесит, олівеніт, фармаколіт і тальк.
Архбарит є одним з дуже рідкісних мінеральних утворень, існує лише кілька зразків, які були зібрані в трьох відомих (станом на 2023 рік) місцях. Його типове місцезнаходження — копальня «Архбар» — єдине місцезнаходження в Марокко на сьогоднішній день.
В інших випадках архбарит був виявлений лише в околицях рудного родовища «Ель-Гуанако» («El Guanaco») поблизу села Санта-Каталіна в чилійському регіоні Антофагаста. Тут особливо відомі золотий рудник «Ель Гуанако», з якого походить матеріал, використаний для перевизначення мінералу, і який дав назву вперше виявленому там гуанакоїту, а також сусідній золотий рудник «Емма Луїза».